# Giuseppe Reina
Giuseppe Reina (ur. 15 kwietnia 1972 w Unnie) – niemiecki piłkarz pochodzenia włoskiego występujący na pozycji napastnika.

## Kariera
Reina karierę rozpoczynał jako junior w klubie Königsborner SV. W 1990 roku trafił do Rot Weiß Unna, a w 1995 roku został graczem drugoligowego SG Wattenscheid 09. W sezonie 1995/1996 spadł z nim do Regionalligi. Wówczas odszedł do pierwszoligowej Arminii Bielefeld. W Bundeslidze zadebiutował 16 sierpnia 1996 w bezbramkowo zremisowanym meczu z Borussią Mönchengladbach. 16 listopada 1996 w wygranym 3:1 spotkaniu z TSV 1860 Monachium strzelił pierwszego gola w trakcie gry w Bundeslidze. W sezonie 1997/1998 spadł z Arminią do 2. Bundesligi. W sezonie 1998/1999 wywalczył z nią awans do ekstraklasy.
Latem 1999 roku podpisał kontrakt z Borussią Dortmund, grającą w Bundeslidze. Pierwszy ligowy mecz zaliczył tam 14 sierpnia 1999 przeciwko 1. FC Kaiserslautern (0:1). W 2002 roku zdobył z Borussią mistrzostwo Niemiec. Dotarł z nią także do finału Pucharu UEFA, jednak Borussia przegrała tam 2:3 z Feyenoordem.
W lutym 2004 roku Reina podpisał kontrakt z innym pierwszoligowym klubem - Herthą Berlin. Zadebiutował tam 8 lutego 2004 w wygranym 1:0 pojedynku z VfB Stuttgart. W Hercie grał do końca sezonu 2004/2005. W sumie zagrał tam w 23 ligowych meczach i strzelił 4 gole. Sezon 2005/2006 spędził w drugoligowym Sportfreunde Siegen, który był jego ostatnim klubem w karierze.